# Northrop YA-9
Northrop YA-9 je bil prototip dvomotornega reaktivnega jurišnega letala za Ameriške letalske sile. YA-9 je na razpisu A-X izgubil proti konkurentu A-10 Thunderbolt II. Sovjetski jurišnik Suhoj Su-25 je po zasnovi deloma podoben YA-9.
Izkušnje v Vietnamski vojni so pokazale, da konvencionalni lovci kot npr. North American F-100 Super Sabre, Republic F-105 Thunderchief in McDonnell Douglas F-4 Phantom II niso preveč efektivni kot letala za bližnjo podporo. Zato je USAF hotela namensko grajeno jurišno letalo, ki bi bilo močno oboroženo in odporno na sovražnikov ogenj.

## Tehnične specifikacije (YA-9A)
Podatki iz 
Splošne karakteristike
- Posadka: 1
- Dolžina: 53 ft 6 in (16,3 m)
- Razpon kril: 57 ft 0 in (17,4 m)
- Višina: 17 ft 10 in (5,4 m)
- Površina kril: 580 ft² (53,88 m²)
- Teža praznega letala: 23076 lb (10467 kg)
- Naložena teža: 28575 lb (12961 kg)
- Maks. vzletna teža: 41795 lb (18958 kg)
- Pogon letala: 2 × Lycoming YF102-LD-100 turbofan, 7500 lbf (33,4 kN) vsak

 Zmogljivost 
- Maks. hitrost: 523 mph (837 km/h)
- Razmerje potisk/teža: 0,33

Oborožitev

- 1x 20 mm M61 Vulcan Gatlingov top
- Do 18370 lb (8350 kg) bomb ali odvrgljivih rezervorajev